# Coupe d'Europe des clubs champions de basket-ball 1979-1980
Navigation
Édition précédente Édition suivante
La Coupe d'Europe des clubs champions de basket-ball 1979-1980 est la 23e édition de la Coupe d'Europe des clubs champions de basket-ball masculine, compétition qui rassemble les meilleurs clubs de basket-ball du continent européen,.

## Format de compétition
- 22 équipes (uniquement les champions des ligues nationales européennes), évoluent selon un système de tournoi, en six groupes de trois ou quatre équipes. Le classement final est basé sur les victoires et les défaites. En cas d'égalité entre deux équipes ou plus après la phase de groupes, les critères suivants sont utilisés pour déterminer le classement final : 1) nombre de victoires en confrontation directe entre les équipes ; 2) différence de points entre les équipes ; 3) différence de points au sein du groupe.
- Les six premiers de cette phase de groupe s'affrontent dans une deuxième phase de groupe, suivant les mêmes règles.
- Les deux premiers s'affrontent en finale, en une manche sèche, sur terrain neutre.

## 1rephase de groupe
La première phase se déroule du 11 octobre au 29 novembre 1979.

### Groupe A
| Rang | Équipe            | Pts | J | G | P | Pp  | Pc  | Diff |  | Résultats (dom.\ext.) |       |        |        |
| ---- | ----------------- | --- | - | - | - | --- | --- | ---- |  | --------------------- | ----- | ------ | ------ |
| 1    | KK Bosna Sarajevo | 7   | 4 | 3 | 1 | 387 | 335 | 52   |  | KK Bosna Sarajevo     |       | 100-89 | 110-70 |
| 2    | BC Levski Sofia   | 7   | 4 | 3 | 1 | 374 | 340 | 34   |  | BC Levski Sofia       | 92-85 |        | 104-78 |
| 3    | Zamalek SC        | 4   | 4 | 0 | 4 | 309 | 395 | -86  |  | Zamalek SC            | 84-92 | 77-89  |        |

### Groupe B
| Rang | Équipe           | Pts | J | G | P | Pp  | Pc  | Diff |  | Résultats (dom.\ext.) |        |       |        |
| ---- | ---------------- | --- | - | - | - | --- | --- | ---- |  | --------------------- | ------ | ----- | ------ |
| 1    | Sinudyne Bologne | 8   | 4 | 4 | 0 | 364 | 263 | 101  |  | Sinudyne Bologne      |        | 81-71 | 90-48  |
| 2    | Inter Slovnaft   | 6   | 4 | 2 | 2 | 374 | 344 | 30   |  | Inter Slovnaft        | 91-109 |       | 118-77 |
| 3    | Sparta Bertrange | 4   | 4 | 0 | 4 | 255 | 386 | -131 |  | Sparta Bertrange      | 53-84  | 77-94 |        |

### Groupe C
| Rang | Équipe                  | Pts | J | G | P | Pp  | Pc  | Diff |  | Résultats (dom.\ext.)   |        |         |        |        |
| ---- | ----------------------- | --- | - | - | - | --- | --- | ---- |  | ----------------------- | ------ | ------- | ------ | ------ |
| 1    | Real Madrid             | 12  | 6 | 6 | 0 | 695 | 484 | 211  |  | Real Madrid             |        | 135-101 | 120-75 | 113-62 |
| 2    | Sutton & Crystal Palace | 10  | 6 | 4 | 2 | 566 | 532 | 34   |  | Sutton & Crystal Palace | 81-99  |         | 108-93 | 90-58  |
| 3    | TuS 04 Leverkusen       | 8   | 6 | 2 | 4 | 543 | 561 | -18  |  | TuS 04 Leverkusen       | 99-122 | 87-91   |        | 109-55 |
| 4    | Stevnsgade Basketball   | 6   | 6 | 0 | 6 | 366 | 593 | -227 |  | Stevnsgade Basketball   | 66-106 | 60-95   | 65-80  |        |

### Groupe D
| Rang | Équipe           | Pts | J | G | P | Pp  | Pc  | Diff |  | Résultats (dom.\ext.) |         |       |        |        |
| ---- | ---------------- | --- | - | - | - | --- | --- | ---- |  | --------------------- | ------- | ----- | ------ | ------ |
| 1    | Maccabi Tel-Aviv | 11  | 6 | 5 | 1 | 588 | 429 | 159  |  | Maccabi Tel-Aviv      |         | 97-69 | 111-78 | 100-53 |
| 2    | Dinamo Bucarest  | 9   | 6 | 3 | 3 | 482 | 461 | 21   |  | Dinamo Bucarest       | 69-81   |       | 77-71  | 102-63 |
| 3    | Aris Salonique   | 9   | 6 | 3 | 3 | 504 | 518 | -14  |  | Aris Salonique        | 104-103 | 76-74 |        | 112-87 |
| 4    | Efes Pilsen      | 7   | 6 | 1 | 5 | 398 | 564 | -166 |  | Efes Pilsen           | 56-96   | 73-91 | 66-63  |        |

### Groupe E
| Rang | Équipe               | Pts | J | G | P | Pp  | Pc  | Diff |  | Résultats (dom.\ext.) |         |        |        |        |
| ---- | -------------------- | --- | - | - | - | --- | --- | ---- |  | --------------------- | ------- | ------ | ------ | ------ |
| 1    | KK Partizan Belgrade | 11  | 6 | 5 | 1 | 632 | 514 | 118  |  | KK Partizan Belgrade  |         | 115-82 | 104-88 | 111-67 |
| 2    | Partizan Tirana      | 10  | 6 | 4 | 2 | 563 | 578 | -15  |  | Partizan Tirana       | 101-98  |        | 91-85  | 105-93 |
| 3    | Budapest Honvéd      | 8   | 6 | 2 | 4 | 576 | 581 | -5   |  | Budapest Honvéd       | 107-110 | 106-92 |        | 102-87 |
| 4    | Al Ittihad Alep      | 7   | 6 | 1 | 5 | 494 | 592 | -98  |  | Al Ittihad Alep       | 69-94   | 81-92  | 97-88  |        |

### Groupe F
| Rang | Équipe               | Pts | J | G | P | Pp  | Pc  | Diff |  | Résultats (dom.\ext.) |       |        |       |        |
| ---- | -------------------- | --- | - | - | - | --- | --- | ---- |  | --------------------- | ----- | ------ | ----- | ------ |
| 1    | Nashua Den Bosch     | 9   | 6 | 3 | 3 | 523 | 450 | 73   |  | Nashua Den Bosch      |       | 96-64  | 94-65 | 104-82 |
| 2    | UBSC Vienne          | 9   | 6 | 3 | 3 | 524 | 545 | -21  |  | UBSC Vienne           | 82-77 |        | 86-72 | 115-92 |
| 3    | Le Mans              | 9   | 6 | 3 | 3 | 514 | 538 | -24  |  | Le Mans               | 89-85 | 99-84  |       | 111-98 |
| 4    | Fresh Air Anderlecht | 9   | 6 | 3 | 3 | 540 | 568 | -28  |  | Fresh Air Anderlecht  | 68-67 | 109-93 | 91-78 |        |

## 2ephase de groupe
La deuxième phase se déroule du 13 décembre 1979 au 13 mars 1980.
| Rang | Équipe               | Pts | J  | G | P | Pp  | Pc  | Diff |  | Résultats (dom.\ext.) |       |         | S     |        |       | B      |
| ---- | -------------------- | --- | -- | - | - | --- | --- | ---- |  | --------------------- | ----- | ------- | ----- | ------ | ----- | ------ |
| 1    | Maccabi Tel-Aviv     | 17  | 10 | 7 | 3 | 878 | 814 | 64   |  | Maccabi Tel-Aviv      |       | 110-100 | 84-69 | 100-73 | 87-86 | 87-71  |
| 2    | Real Madrid          | 17  | 10 | 7 | 3 | 950 | 888 | 62   |  | Real Madrid           | 97-96 |         | 95-93 | 101-81 | 82-76 | 110-83 |
| 3    | KK Bosna Sarajevo    | 16  | 10 | 6 | 4 | 868 | 867 | 1    |  | KK Bosna Sarajevo     | 84-79 | 98-96   |       | 89-85  | 95-91 | 93-86  |
| 4    | Sinudyne Bologne     | 15  | 10 | 5 | 5 | 831 | 841 | -10  |  | Sinudyne Bologne      | 89-77 | 85-94   | 79-76 |        | 77-70 | 90-84  |
| 5    | Nashua Den Bosch     | 14  | 10 | 4 | 6 | 786 | 775 | 11   |  | Nashua Den Bosch      | 54-63 | 79-75   | 76-78 | 80-76  |       | 91-65  |
| 6    | KK Partizan Belgrade | 11  | 10 | 1 | 9 | 810 | 938 | -128 |  | KK Partizan           | 91-95 | 87-100  | 96-93 | 70-96  | 77-83 |        |

## Finale
| 27 mars 1980 |  | Maccabi Tel Aviv | 85–89 | Real Madrid |  | Deutschlandhalle, Berlin |

## Équipe victorieuse
Joueurs : 
- No 4 Wayne Brabender ( Espagne)
- No 5 José Antonio Querejeta ( Espagne)
- No 6 Fernando Romay ( Espagne)
- No 7 José Luis Llorente ( Espagne)
- No 8 Federico Ramiro ( Espagne)
- No 9 Luis María Prada ( Espagne)
- No 10 Walt Szczerbiak ( États-Unis)
- No 11 Juan Antonio Corbalán ( Espagne)
- No 12 Rafael Rullán ( Espagne)
- No 13 Randy Meister ( États-Unis)
- No 14 Juan Manuel López Iturriaga ( Espagne)
- No 15 José Manuel Beirán ( Espagne)

Entraîneur :  Lolo Sainz ( Espagne)